# Izometamidijum hlorid
Izometamidijum hlorid je tripanocidni agens koji se koristi u veterini.